# مهيار جباري
مهيار جباري (بالفارسية: مهیار جباری)؛ (من مواليد 12 ديسمبر 1998) هو لاعب كرة قدم إيراني يلعب في خط الدفاع لنادي سايبا الإيراني في دوري المحترفين الإيراني.

## روابط خارجية
مهيار جباري على موقع قاعدة بيانات كرة القدم.إي يو (الإنجليزية)